# غبيراء عريضة الأوراق
الغبيراء العريضة الأوراق (باللاتينية: Sorbus latifolia) نوع نباتي شجري يتبع جنس الغبيراء من الفصيلة الوردية.
تنتشر في منطقة جنوب باريس.